# Campeonato Esloveno de Futebol de 2010-11
O Campeonato Esloveno de Futebol de 2010-11, oficialmente em Língua eslovena e por questões de patrocínio "Telekom Slovenije Liga 10/11", (organizado pela Associação de Futebol da Eslovênia) foi a 20º edição do campeonato do futebol de Eslovênia. Os clubes jogavam em turno e returno - duas vezes. O campeão se classificava para a Liga dos Campeões da UEFA de 2011–12 e o vice e o terceiro se classificavam para a Liga Europa da UEFA de 2011–12. O último colocado era rebaixado para o Campeonato Esloveno de Futebol de 2011-12 - Segunda Divisão. O penúltimo jogava playoffs com o vice campeão do ascenso.

## Participantes
| Equipe      | Cidade      | Região            | No ano anterior                                                         | Estádio                         | Capacidade | Títulos                                                                       | Participações |
| ----------- | ----------- | ----------------- | ----------------------------------------------------------------------- | ------------------------------- | ---------- | ----------------------------------------------------------------------------- | ------------- |
| Celje       | Celje       | Savinjska         | Quinto Lugar                                                            | Estádio Z'dežele                | 13.059     | 0 (não possui)                                                                | 20            |
| Gorica      | Nova Gorica | Goriška           | Terceiro Lugar                                                          | Parque Desportivo Gorica        | 3.066      | 4 (1995-96, 2003-04, 2004-05, 2005-06)                                        | 20            |
| Maribor     | Maribor     | Podravska         | Vice Campeão                                                            | Estádio Ljudski vrt             | 12.435     | 8 (1996-97, 1997-98, 1998-99, 1999-2000, 2000-01, 2001-02, 2002-03, 2008-09)) | 19            |
| Koper       | Koper       | Litoral-Kras      | Campeão                                                                 | Estádio Bonifika                | 4.047      | 1 (2009-10)                                                                   | 17            |
| Domžale     | Domžale     | Eslovénia Central | Oitavo Lugar                                                            | Parque Desportivo Domžale       | 3.212      | 2 (2006-07, 2007-08)                                                          | 12            |
| Nafta       | Lendava     | Pomurska          | Sexto Lugar                                                             | Parque Desportivo Lendava       | 2.000      | 0 (não possui)                                                                | 8             |
| Rudar       | Velenje     | Savinjska         | Sétimo Lugar                                                            | Estádio Municipal Ob Jezeru     | 1.400      | 0 (não possui)                                                                | 16            |
| NK Olimpija | Liubliana   | Eslovénia Central | Quarto Lugar                                                            | Parque Desportivo Stožice       | 16.038     | 0 (não possui)                                                                | 2             |
| Primorje    | Ajdovščina  | Goriška           | Acesso pelo Campeonato Esloveno de Futebol de 2009-10 - Segunda Divisão | Estádio Municipal de Ajdovščina | 1.630      | 0 (não possui)                                                                | 18            |
| Triglav     | Kranj       | Alta Carníola     | Acesso pelo Campeonato Esloveno de Futebol de 2009-10 - Segunda Divisão | Estádio Stanko Mlakar           | 2.060      | 0 (não possui)                                                                | 3             |

## Campeão
| Campeão Esloveno 2010-11              |
| ------------------------------------- |
| Maribor (Maribor) (9º título) Campeão |